# 森稚重子
森 稚重子（もり ちえこ）は、日本の箏奏家・作曲家・編曲家・自由流家元。

## 来歴
大分県別府市生まれ。
慶應義塾大学卒業。高校～大学時代は沢井忠夫に師事し、卒業後はヨーロッパにて音楽活動を開始。ジョルジオ・アルマーニファッションEXPOの音楽作曲（映像 - YouTube）、デビッド・ベッカム邸ワールドカップパーティやヴェネツィア・ビエンナーレ2001での演奏、ロバート・ウィルソンの演劇音楽の作曲、米ハーバード大学ワークショップ、インド横断ツアー等、海外での演奏活動は計18ヶ国70都市以上に及ぶ。
2007年より自由流家元としてKOTO STUDIO自由流を主宰し、筝奏者の育成とともにソロ曲・合奏曲などの創作活動に注力。その一方でレコーディングやライブ活動の拠点をヨーロッパに据え、コンテンポラリーダンス・演劇・映像作品のための楽曲を手がける。既存の流派に属さない独立した筝の演奏家は、邦楽界において希少な存在である。

## 略歴
3歳より箏（菊志賀 静香に師事　当道音楽会生田流）・ピアノ・書道・日本舞踊（花柳流）を始める。日本舞踊は16歳で花柳流の名取となる。名は花柳 富桜香（ふおうか）。日本舞踊の道に進まなかった理由について、後に森はこう述べている。
| 「                                                          | それは名取となったときに気付きました。この先、自分のスタイルで日本舞踊をやりたいと思っても、それは出来ないと。自由に展開するには、その都度、師匠の許可が必要となります。箏もそうですが、日本文化は上下関係で成り立っているのです。とくに日本舞踊の世界は厳しいので、ここに自分の居場所はないと思いました。 | 」 |
| —森稚重子（SWR2｜ベルリンの国営ラジオ放送\|2012-06-26より） | |    |

高校時代（大分県立別府鶴見丘高等学校）、２年生のときに箏曲部を結成。部長兼指導者として、邦楽新人大会 箏曲の部（県大会）に出場。結成から５カ月で初優勝、全国大会出場へと導く（部員は1年生3名、2年生4名のうち、経験者は森を含め２名だった）。このとき出場曲に選んだヴィヴァルディの「四季（春）」を自ら習得するため、沢井箏曲院所属の箏曲家（県内在住）を訪ね、指導を受ける。これをきっかけに、沢井忠夫の弟子として直接指導を受けるようになる 。第１回高校生国際音楽コンクール箏部門入賞（群馬県 高崎市）。周囲からは大学で筝曲を専門に学ぶよう勧められるも、「一日中技術に傾倒しているだけでは音楽的なインスピレーションが得られない、と考え音楽学部には進まず」、慶應義塾大学に進学する。在学中も沢井忠夫の自宅にて指導を受け続けるが、２年生の頃に師が他界。その後は卒業まで沢井一恵に師事する。NHK邦楽技能者育成会42期卒業。初リサイタルは３年生の頃、大分市能楽堂にて。
大学卒業を目前に、レッスンを介してイタリア行きの話が舞い込む。ベネトンが行っているアーティスト・リサーチセンター、ファブリカからの誘い（音楽部門では日本人初の招聘）だった。卒業と同時に沢井流を離れ、1999年にイタリア・トレヴィーゾに渡り、さまざまな国籍を持つメンバーとの練習や曲作り、レコーディング、イタリアツアーなどをこなし、箏への自信と信念をより強いものにしていく。
ファブリカでの1年の生活が終了し、拠点をイタリアからイギリスに移す。ロンドン大学の所属カレッジ・SOASに1年間在学。その後も、ファブリカが主催する各プロジェクトから声がかかり、ファブリカには数ヶ月単位で滞在する。2002年には、巻上公一率いるPARADISE FROM VOCALBOXのメンバーとして、オーストリア（Klangspuren Festival）とイタリア（Trasart Festival）にてライブパフォーマンスを行う（スペシャルゲストとしてフィル・ミントンも共演）。また、ファブリカ音楽部門の元ディレクター・マイケル・ガラッソ(作曲家・ヴァイオリニスト)とは、2000年以降多くの作品をともに手がけ、その後の創作においても大きな影響を受ける。
2002年に発売されたコンピレーションアルバム『East Asia Travelogue』（ロンドンのUnion Square Musicより発売）は、ロバート・ディメリー編纂の音楽批評書『死ぬ前に聴くべき1001枚のアルバム-1001 Albums You Must Hear Before You Die-』に選出されている。楽曲「Irana’s Dream」（Track12）は、マイケル・ガラッソとの即興多重録音である。
ソロアルバムは、2005年にジョン・ゾーンのレーベル、TZADIK（ニューヨーク）から『Jumping Rabbit』を初リリース。The Hit Factory（ニューヨーク）にて録音。
2006年には『Katyou Fuugetsu（花鳥風月）』をFelmay（トリノ）より発売。
2016年には、電子音響音楽家オリバー・グリムとの共作『KOTOISTIC』をCanto Crudo（オーストリア）より発売。オーストリアの作曲家、ギュンター・ラブルの音響プログラミング・サウンドアカデミー「Electric Orpheus Academy」には2012年に招聘される。ギュンター独自のプログラミング手法による音響表現にも、楽器のジャンルは異なるが意欲的に関わっている。

## 主な作品
※2008年より楽譜の制作を開始。Lulu／Online Self-Publishing Book & Ebook Companyにて販売している。
すべての楽曲は楽譜のダウンロードが可能

※箏のチューニング（調弦）は曲目により、常に異なる独自の方法で行っている。調弦用のアプリ「KotoTunings」（古典曲用の調弦）と「RedKoto」（森稚重子全作品の調弦）がApp Store（Apple）にて購入可能である。

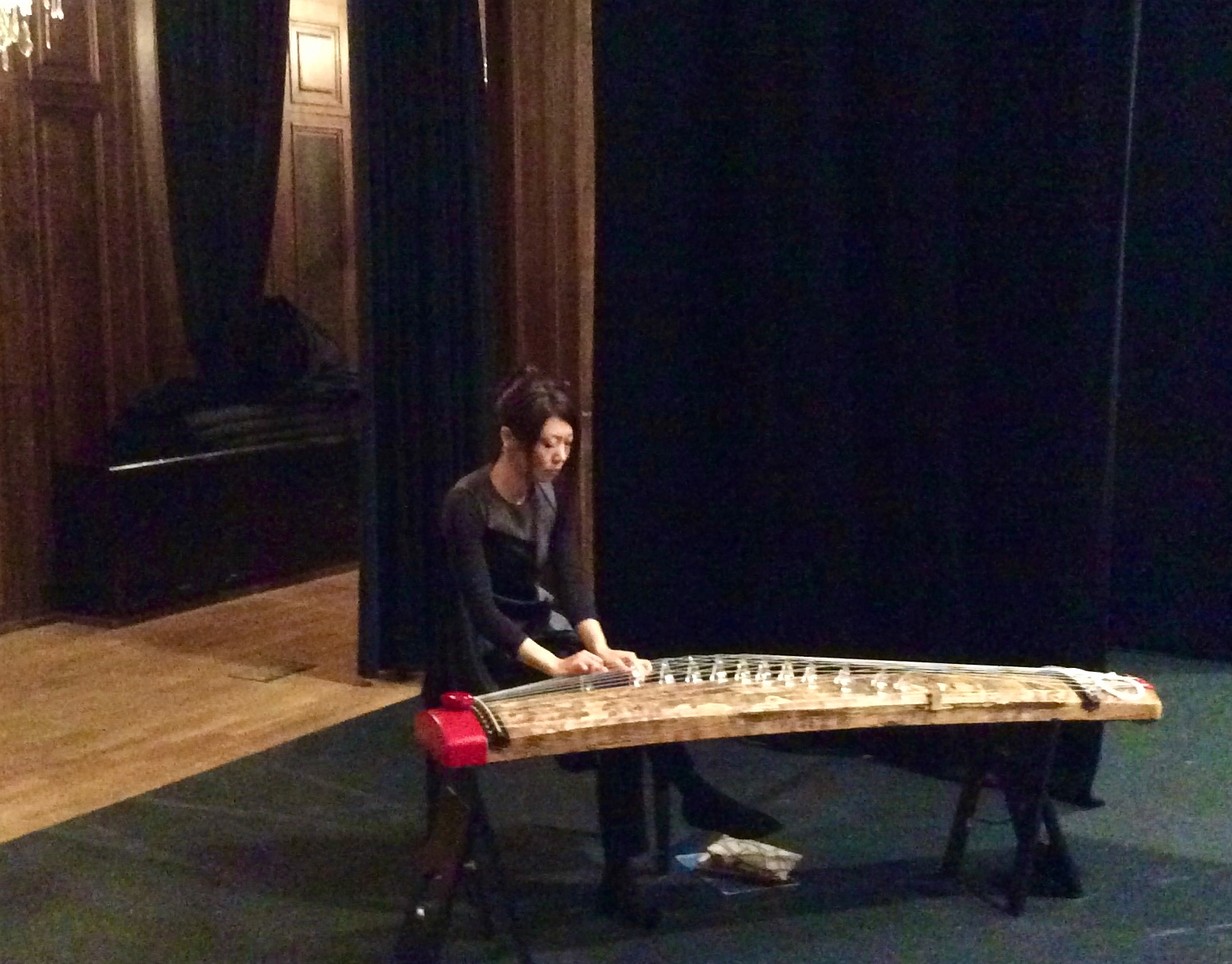
Palladium Malmö 2016

### ソロ曲
- Firebird -火の鳥-（2008年）
- Quiet Church（2008年）
- SANGO NO HANA -珊瑚の花-（2009年）
- Basic Skills and Advanced Methods（2010年）
- YOAKE -夜明け- （2011年）
- YUMEZORA -夢空-（2012年）
- Tension of direction（2012年）
- 響流 -Kouru-（2012年）
- 坤月夜 -Konzukiyo-（2015年）
- 虹遊び -NijiAsobi-（2015年）
- Ascension（2017年）
- 飛行機雲（2018年）
- 翔 -KAKERI-（2020年）
- Golden Delhi（2021年）
- 宙の旅（2022年）
- 間道 -Aimichi- (2022年）
- 昇弦  -Shogen- (2022年/17弦）
- 石畳  -Ishi Datami-  (2022年/17弦）
- Dreams (2022年/17弦）
- SPRING GARDEN FOR PIANO (2022年 /ピアノ）
- Quartett （2001年）Quartet by Heiner Müllerの作品。Michael Galassoの音源制作に参加し、即興にて生み出した曲。Robert Wilson氏の演劇にて発表／2007年に再上映
- 花蝶 Kacyo（2023年）
- Treviso sky  (2024年)

### KOTO LIBRARY SERIES
- LIBRARY1 鳥の時間／黄音／キューバ調変舞曲（2009年）
- LIBRARY2 風の歌／福寿草／リスボンの夕べ（2010年）
- LIBRARY3 上海リキショー／沖縄調五段の調べ（2010年）
- LIBRARY4 輝蝶 -Kicyo-／万華鏡 -Mangekyo-（2015年）
- LIBRARY5 雨あがり -after the rain- ／ケララの彩空 -colors in Kerala’s sky-（2017年）
- LIBRARY6 月虹 -Gekko-／滝雲 -Takigumo-（2020年）
- LIBRARY7 今紫 -Imamurasaki-／カノン変奏曲 -Kanon Variation by Koto-（2020年）
- LIBRARY8 BULBOUS／舞鼓 -maiko-（2022年）
- LIBRARY9 冬椿 -FUYU TSUBAKI-／アンダルシア幻想箏曲 -ANDALUSIA KOTO FANTASIA-(2024年）

### 合奏曲
- SPRING GARDEN（2009年／二重奏）
- ながれぼし（2009年／二重奏）
- 神代の春 -JINDAI NO HARU-（2010年／三重奏）
- KIMONO DANCE　（2013年／二重奏）
- Tokyo Light　（2013年／二重奏）
- 翼眼 -Tsubame-（2016年／四重奏）
- 草笛 -KUSABUE-（2018年／二重奏）
- 沖縄調五段の調べ 二重奏-Okinawacyo Godan no Shirabe /Duo-（2023年／二重奏）

### 独奏曲編曲
- Jupiter（2008年）
- FURUSATO -ふるさと-（2011年）
- HARU NO UMI -春の海-（2011年）
- RONDO ALLA TURCA（2019年）
- Pictures At an Exhibition  -箏２面独奏による組曲　展覧会の絵-  (2022年）

### 合奏曲編曲
- キラキラ星変奏曲 -12 Variation "Ah, vous dirai je maman" K.265-（2009年）
- 日本の童謡 世界の歌（2010年）
- 童謡二重奏 - ふるさと／紅葉-（2010年）
- 童謡春二重奏 -花／早春賦／朧月夜-（2018年）
- Dr. Zhivago Lara's Theme（2018年）
- Basic Sakura Sakura -さくらさくら-（2019年）
- Waltz No2. ワルツ第2番（2019年）
- Winter Collection (2024年)
- Winter Collection 2 (2024年)
- Vltava (The Moldau) モルダウ 箏二重奏 (2024年)

## ディスコグラフィー
※過去の作品における英語表記は、「Chieko Mori」「Mori Chieko」 のどちらも存在する。現在は「Chieko Mori」に統一されている。

### ソロアルバム
- Jumping Rabbit（2005年、TZADIK）
- Katyou Fuugetsu 花鳥風月（2006年、Felmay）

### コラボレーションアルバム
- Zeru Grisak -Gray Skies-（2001年）
- La Biennale Di Venezia（2001年、Michael Galasso、Frank Colon、Agostino Bertiと共作）映像 - YouTube
- KOTOISTIC（2016年、Oliver Grimmと共作 Canto Crudo）

### コンピレーションアルバム
- The Garden of Forking Paths （2010年、Important Records）[22][23][24][25]
- East Asia Travelogue （2002年、Union Square Music）

### 楽曲提供
- Vinzenz Schwab作品へ楽曲提供 音源[26]
- GAMMA Günther Rabl作品へ楽曲提供[27]

## 舞台音楽
- Three Sisters（2001年、チェーホフの『三人姉妹』、Robert Wilsonプロダクションにレコーディング参加、スウェーデン）
- Dark Lady October Gallery（2002年、ロンドン）
- Hex Triplet #9900FF（2007年、Virpi Pahkinenダンス作品／スウェーデン）
- Morpho Z（2008年、Virpi Pahkinenダンス作品／スウェーデン）[28]
- SCARABE（2012年、Virpi Pahkinenダンス作品／スウェーデン）
- ICHOS（2016年、Virpi Pahkinenダンス作品／フィンランド、スウェーデン）

## コンサート／フェスティバル
- 大分市能楽堂（1998年、大分市）[29]
- FABRICA MUSICA（1999年 - 2000年、イタリア）
- ハーバード大学（2000年、ボストン）
- ヴェネツィア・ビエンナーレ -Biennale di Venezia 2001-（2001年、ヴェネツィア）
- Royal Botanic Gardens（2001年、ロンドン）
- The Rondo Theatre（2001年、バース）
- 大英博物館（2002年、ロンドン）
- デビッド・ベッカム邸 The Japanese Garden Party（2002年）
- Hammond Museum（2001年、ニューヨーク）
- BAMcafé Live（2001年、ブルックリン）[30]
- クランスプレンフェスティバル（2002年、インスブルック）[31]
- トランサートフェスティバル -Transart Festival-（2002年、ブレッサノーネ）[31]
- インドツアー（ジャールカンド音楽祭）（2002年、チェンナイ／ケララ／ラーンチー／デリー）[32]
- リトアニア国際音楽祭（2005年、ヴィリニュス / カウナス）
- アルベック城（2006年、ケルンテン州）
- il Piacere Mio 音楽祭（2006年、ヴィットリオ・ヴェネト）
- Dansens hus（2008年、ストックホルム）
- Wien Modern （2015年、Alte Schmiede、ウィーン）[33]
- Savoy Theatre （2016年、ヘルシンキ）[34]
- ROXY Visby （2016年、ヴィスビュー）[35]
- Palladium（2016年、マルメ）映像 - YouTube
- 六本木ヒルズアリーナ　ベルギービールウィークエンド2016にてDEZ MONAとの共演（2016年、東京・六本木)映像 - YouTube
- スパイラルガーデン（2019年、東京・青山）
- Electric Orpheus Academy（2012年・2017年・2021年、ラポテンシュタイン）[36]
- シアターΧ Solos - Virpi Pahkinen との共演（2022年、東京・両国）映像 - YouTube

## 映画
- Echoes of the Invisible（2020年、アルバム『Jumping Rabbit』より「Dreams」が起用されている）[37]
- 雲 - 息子からの手紙　マリオン　ヘンセル 監督(2001年 Michael Galasso氏との演奏参加)
- Secret Ballot Raye makhfi監督（2001年 Michael Galasso氏との演奏参加）映像 - YouTube

## テレビ
- トラッドジャパン『Jake’s Feel Japan 箏を学ぶ』に出演（2012年、NHK Eテレ）
- 櫻井有吉アブナイ夜会『石原さとみ 琴で嵐の曲に初挑戦』[38]（2015年、TBS）

## ラジオ
- SWR2 Music der Welt[39]
- Far Side Radio（2017年11月8日、ロンドン）[40]